# (14014) Münchhausen
(14014) Münchhausen ist ein Asteroid des Hauptgürtels, der am 14. Januar 1994 vom deutschen Astronomen Freimut Börngen an der Thüringer Landessternwarte Tautenburg (Sternwarten-Code 033) im Tautenburger Wald in Thüringen entdeckt wurde.
Der Asteroid gehört zur Eos-Familie, einer Gruppe von Asteroiden, welche typischerweise große Halbachsen von 2,95 bis 3,1 AE aufweisen, nach innen begrenzt von der Kirkwoodlücke der 7:3-Resonanz mit Jupiter, sowie Bahnneigungen zwischen 8° und 12°. Die Gruppe ist nach dem Asteroiden (221) Eos benannt. Es wird vermutet, dass die Familie vor mehr als einer Milliarde Jahren durch eine Kollision entstanden ist.
Der Asteroid wurde am 26. Juli 2000 nach dem deutschen Adligen Hieronymus Carl Friedrich von Münchhausen (1720–1797) benannt, der wegen der ihm zugeschriebenen Geschichten vom Baron Münchhausen unter der Bezeichnung „Lügenbaron“ berühmt wurde.